# Anto Drobnjak
Anto Drobnjak (n. 21 septembrie 1968, Podgorica, RSF Iugoslavia) este un fost fotbalist muntenegrean.
Între 1996 și 1998, Drobnjak a jucat 6 meciuri și a marcat 2 goluri pentru echipa națională a Iugoslaviei.

## Statistici
| Iugoslavia | Iugoslavia | Iugoslavia |
| An         | Meciuri    | Goluri     |
| ---------- | ---------- | ---------- |
| 1996       | 1          | 0          |
| 1997       | 2          | 1          |
| 1998       | 3          | 1          |
| Total      | 6          | 2          |